# Binghamton Bearcats

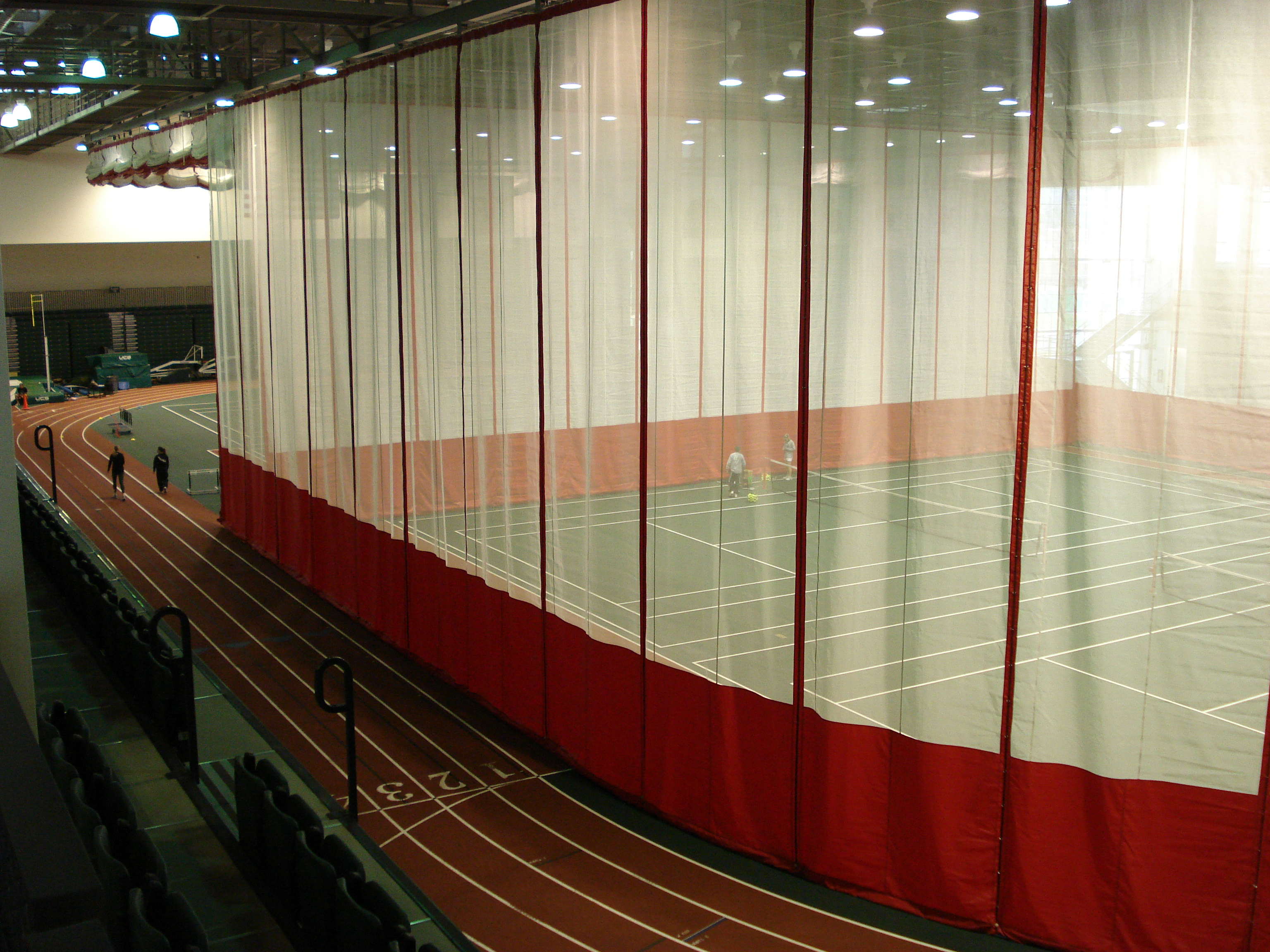
Binghamton University Events Center.

Binghamton Bearcats (español: Manturones de Binghamton) es el equipo deportivo de la Universidad de Binghamton, situada en Vestal (Nueva York) con una dirección postal en Binghamton. Los equipos de los Wildcats participan en las competiciones universitarias de la NCAA, en la America East Conference, salvo en sus secciones de golf masculino y tenis masculino y femenino, que compiten en la Northeast Conference, y la lucha libre en la EIWA.

## Apodo y mascota
Los equipos deportivos de la universidad eran conocidos como los Colonials hasta 2001, fecha en la cual pasaron a formar parte de la División I de la NCAA, y los dirigentes de la universidad consideraron que no era un perfil a la altura de la nueva categoría. Así que dos años antes de la transición se realizó un concurso para elegir nombre y mascota, saliendo elegido el de Bearcats, y la mascota Baxter the Bearcat.

## Programa deportivo
Los Bearcats compiten en 10 deportes masculinos y en 9 femeninos:
| Masculino: - Baloncesto - Campo a través - Atletismo - Fútbol - Béisbol - Lacrosse - Tenis - Golf - Lucha - Natación | Femenino: - Baloncesto - Campo a través - Atletismo - Fútbol - Softball - Voleibol - Tenis - Golf - Natación |

## Instalaciones deportivas
- Binghamton University Events Center es el estadio donde disputan sus partidos los equipos de baloncesto y las competiciones de lucha libre. Fue inaugurado en 2004 y tiene una capacidad para 5.142 espectadores.[2]
- Bearcats Sports Complex, es el estadio donde disputan sus encuentros los equipos de fútbol y lacrosse. Construido en 2007, tiene una capacidad para 2.534 espectadores.[3]